# 대한민국의 폭포 목록
아래는 대한민국의 폭포 목록이다. (가나다 순 정렬)

## 가
| 이름            | 지역                         | 종류     |
| --------------- | ---------------------------- | -------- |
| 가령폭포        | 강원특별자치도 홍천군 내촌면 | 자연폭포 |
| 구곡폭포        | 강원특별자치도 춘천시 남산면 | 자연폭포 |
| 구룡폭포 (강릉) | 강원특별자치도 강릉시 연곡면 | 자연폭포 |
| 구룡폭포 (남원) | 전북특별자치도 남원시 주천면 | 자연폭포 |
| 구만폭포        | 경상남도 밀양시 산내면       | 자연폭포 |
| 구성폭포        | 강원특별자치도 춘천시 북산면 | 자연폭포 |
| 구암폭포        | 전라남도 화순군 동면         | 자연폭포 |
| 군지폭포        | 충청남도 논산시 벌곡면       | 자연폭포 |

## 다
| 이름     | 지역                       | 종류     |
| -------- | -------------------------- | -------- |
| 달기폭포 | 경상북도 청송군 청송읍     | 자연폭포 |
| 대승폭포 | 강원특별자치도 인제군 북면 | 자연폭포 |
| 독주폭포 | 강원특별자치도 양양군 서면 | 자연폭포 |
| 등선폭포 | 강원특별자치도 춘천시 서면 | 자연폭포 |

## 마
| 이름       | 지역                         | 종류     |
| ---------- | ---------------------------- | -------- |
| 만연폭포   | 전라남도 화순군 화순읍       | 인공폭포 |
| 매월대폭포 | 강원특별자치도 철원군 근남면 | 자연폭포 |
| 명지폭포   | 경기도 가평군 북면           | 자연폭포 |
| 무주채폭포 | 경기도 가평군 북면           | 자연폭포 |
| 무우폭포   | 경기도 가평군 조종면         | 자연폭포 |
| 무지개폭포 | 경상남도 양산시 평산동       | 자연폭포 |
| 문동폭포   | 경상남도 거제시 상문동       | 자연폭포 |
| 미인폭포   | 강원특별자치도 삼척시 도계읍 | 자연폭포 |

## 바
| 이름         | 지역                         | 종류     |
| ------------ | ---------------------------- | -------- |
| 백년폭포     | 경기도 가평군 조종면         | 자연폭포 |
| 백석폭포     | 강원특별자치도 정선군 북평면 | 자연폭포 |
| 복호동폭포   | 경기도 가평군 북면           | 자연폭포 |
| 봉래폭포     | 경상북도 울릉군 울릉읍       | 자연폭포 |
| 불일폭포     | 경상남도 하동군 화개면       | 자연폭포 |
| 비둘기낭폭포 | 경기도 포천시 영북면         | 자연폭포 |
| 비룡폭포     | 강원특별자치도 속초시 대포동 | 자연폭포 |

## 사
| 이름       | 지역                           | 종류     |
| ---------- | ------------------------------ | -------- |
| 사평폭포   | 전라남도 화순군 남면           | 인공폭포 |
| 삼부연폭포 | 강원특별자치도 철원군 갈말읍   | 자연폭포 |
| 상생폭포   | 경상북도 포항시 북구 송라면    | 자연폭포 |
| 선유동폭포 | 경상남도 산청군 신안면         | 자연폭포 |
| 소승폭포   | 강원특별자치도 인제군 북면     | 자연폭포 |
| 소정방폭포 | 제주특별자치도 서귀포시 송산동 | 자연폭포 |
| 수락폭포   | 전라남도 구례군 산동면         | 자연폭포 |
| 수룡폭포   | 충청북도 충주시 노은면         | 자연폭포 |
| 수옥폭포   | 충청북도 괴산군 연풍면         | 자연폭포 |
| 수월폭포   | 경상남도 산청군 신안면         | 자연폭포 |
| 십이폭포   | 충청남도 금산군 남이면         | 자연폭포 |
| 쌍폭포     | 강원특별자치도 동해시 삼화동   | 자연폭포 |

## 아
| 이름            | 지역                           | 종류     |
| --------------- | ------------------------------ | -------- |
| 양폭포          | 강원특별자치도 속초시 대포동   | 자연폭포 |
| 엉또폭포        | 제주특별자치도 서귀포시 대천동 | 자연폭포 |
| 염주폭포        | 강원특별자치도 속초시 설악동   | 자연폭포 |
| 오련폭포        | 강원특별자치도 속초시 대포동   | 자연폭포 |
| 오송폭포        | 경상북도 상주시 화북면         | 자연폭포 |
| 옥계폭포        | 충청북도 영동군 심천면         | 자연폭포 |
| 용담폭포        | 충청북도 제천시 수산면         | 자연폭포 |
| 용마폭포        | 서울특별시 중랑구 면목4동      | 인공폭포 |
| 용소폭포        | 경기도 가평군 북면             | 자연폭포 |
| 용추폭포 (가평) | 경기도 가평군 가평읍           | 자연폭포 |
| 용추폭포 (동해) | 강원특별자치도 동해시 삼화동   | 자연폭포 |
| 용추폭포 (보성) | 전라남도 보성군 웅치면         | 자연폭포 |
| 용추폭포 (창원) | 경상남도 창원시 진해구 웅동1동 | 자연폭포 |
| 용추폭포 (청송) | 경상북도 청송군 부동면         | 자연폭포 |
| 운계폭포        | 경기도 파주시 적성면           | 자연폭포 |
| 위봉폭포        | 전북특별자치도 완주군 소양면   | 자연폭포 |
| 육담폭포        | 강원특별자치도 속초시 대포동   | 자연폭포 |
| 은선폭포        | 충청남도 공주시 반포면         | 자연폭포 |
| 음폭포          | 강원특별자치도 속초시 대포동   | 자연폭포 |
| 이단폭포        | 강원특별자치도 인제군 기린면   | 자연폭포 |

## 자
| 이름     | 지역                                   | 종류     |
| -------- | -------------------------------------- | -------- |
| 장각폭포 | 경상북도 상주시 화북면                 | 자연폭포 |
| 장유폭포 | 경상남도 김해시 장유2동                | 자연폭포 |
| 재인폭포 | 경기도 연천군 연천읍                   | 자연폭포 |
| 정방폭포 | 제주특별자치도 서귀포시 동홍동, 송산동 | 자연폭포 |
| 중원폭포 | 경기도 양평군 용문면                   | 자연폭포 |
| 직소폭포 | 전북특별자치도 부안군 변산면           | 자연폭포 |
| 직연폭포 | 강원특별자치도 양구군 방산면           | 자연폭포 |
| 직탕폭포 | 강원특별자치도 철원군 동송읍           | 자연폭포 |

## 차
| 이름       | 지역                           | 종류     |
| ---------- | ------------------------------ | -------- |
| 천당폭포   | 강원특별자치도 속초시 대포동   | 자연폭포 |
| 천일폭포   | 전북특별자치도 무주군 적상면   | 자연폭포 |
| 천제연폭포 | 제주특별자치도 서귀포시 중문동 | 자연폭포 |
| 천지연폭포 | 제주특별자치도 서귀포시 천지동 | 자연폭포 |
| 칡소폭포   | 강원특별자치도 홍천군 내면     | 자연폭포 |

## 타
| 이름       | 지역                         | 종류     |
| ---------- | ---------------------------- | -------- |
| 토왕성폭포 | 강원특별자치도 속초시 대포동 | 자연폭포 |

## 파
| 이름       | 지역                       | 종류     |
| ---------- | -------------------------- | -------- |
| 파래소폭포 | 울산광역시 울주군 상북면   | 자연폭포 |
| 팔랑폭포   | 강원특별자치도 양구군 동면 | 자연폭포 |
| 피아노폭포 | 경기도 남양주시 화도읍     | 인공폭포 |

## 하
| 이름     | 지역                     | 종류     |
| -------- | ------------------------ | -------- |
| 홍룡폭포 | 경상남도 양산시 상북면   | 자연폭포 |
| 홍류폭포 | 울산광역시 울주군 상북면 | 자연폭포 |
| 홍연폭포 | 부산광역시 기장군 철마면 | 자연폭포 |
| 황계폭포 | 경상남도 합천군 용주면   | 자연폭포 |
| 희방폭포 | 경상북도 영주시 풍기읍   | 자연폭포 |